# Faith Spotted Eagle

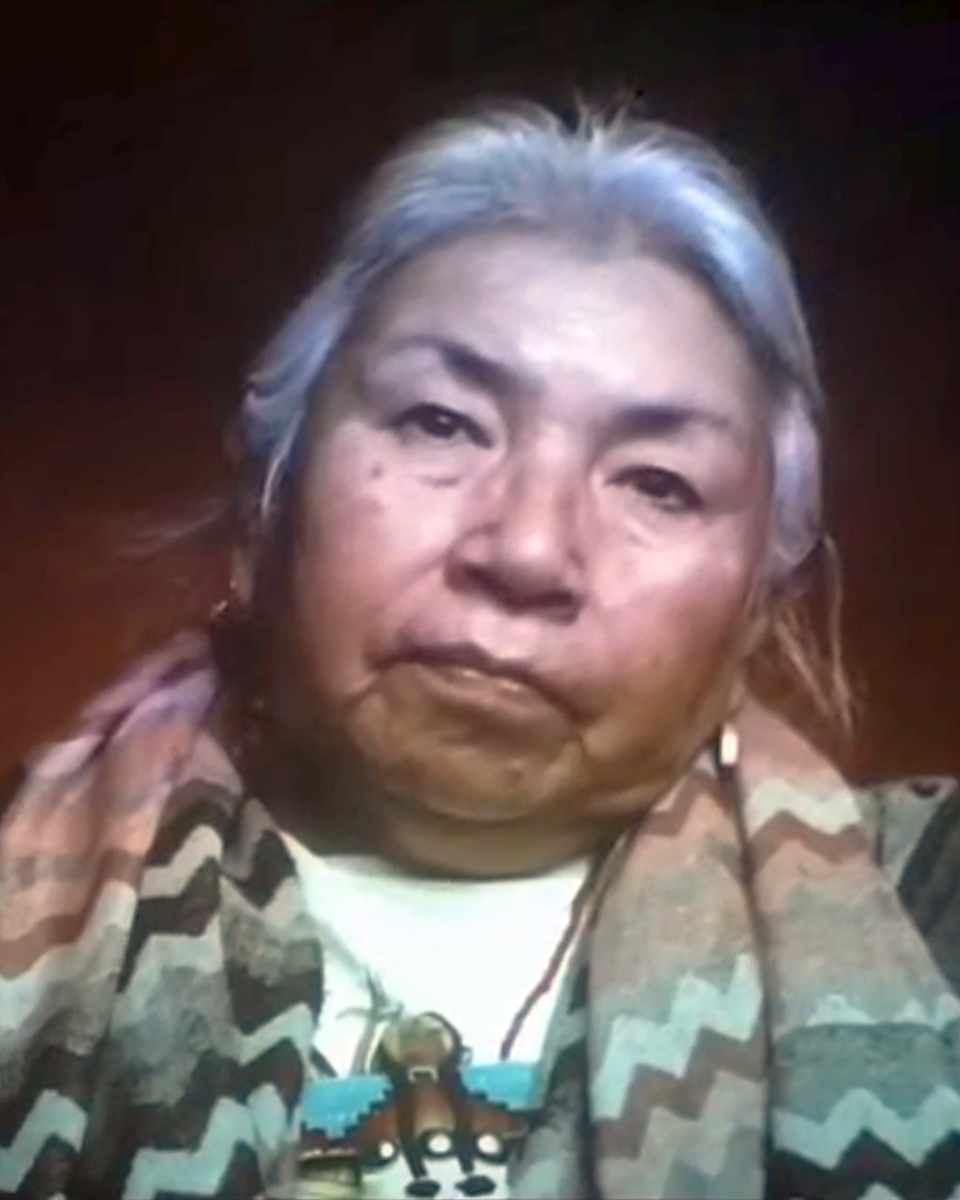
Faith Spotted Eagle (Standbild aus Video, 2018)

Faith Spotted Eagle (* 1948 in Lake Andes, South Dakota), auf Dakota auch Tȟuŋkáŋ Inážiŋ Win, ist eine US-amerikanische Aktivistin. Bei der Abstimmung des Electoral College zur Präsidentschaftswahl in den Vereinigten Staaten 2016 erhielt sie als erste Indigene Amerikanerin in der Geschichte der Vereinigten Staaten eine Stimme eines Wahlmanns.

## Leben
Faith Spotted Eagle studierte Counseling an der American University, dem Black Hills State College und der University of South Dakota. Sie schloss ihr Studium mit einem Master ab.
Im Jahr 1994 gründete sie die Organisation Brave Heart Society, die sich für ökologische Gerechtigkeit und Überlebende sexueller Gewalt einsetzt und diese Arbeit mit traditionellen Zeremonien der Indianer verknüpft.
Spotted Eagle gehört zu den federführenden Aktivisten, die sich gegen den Bau der umstrittenen Ölpipelines Dakota Access und der Keystone XL einsetzen. Sie wandte sich auch im Rahmen der Proteste gegen die beiden Bauprojekte an die Interamerikanische Kommission für Menschenrechte, da es dabei ihrer Aussage nach zu Übergriffen und Missbrauch von Indianern gekommen sei.

### Politik
Faith Spotted Eagle ist Mitglied der Demokratischen Partei. 2006 trat sie bei der demokratischen Vorwahl zur Kandidatur im 21. Distrikt für die Wahl des Repräsentantenhauses von South Dakota an. Dabei erhielt sie 735 Stimmen (26 Prozent).
Bei der Präsidentschaftswahl in den Vereinigten Staaten 2016 erhielt sie im Electoral College eine Stimme des Faithless Elector Robert Satiacum. Sie ist die erste Indianerin, die eine Stimme im Electoral College für das Präsidentenamt bekam. Satiacum war für die Demokratische Partei in Washington als Wahlmann aufgestellt worden und hätte eigentlich für Hillary Clinton stimmen sollen. Neben ihm stimmten drei weitere Wahlmänner aus Washington nicht für Clinton, sondern für Colin Powell. Für das Amt des Vizepräsidenten wählte Satiacum Winona LaDuke, eine Umweltaktivistin, die Mitglied der Green Party ist, und nicht den Vizepräsidentschaftskandidaten der Demokraten, Tim Kaine.
Spotted Eagle ist neben Hillary Clinton die erste Frau in der Geschichte der USA, die eine Stimme für das Präsidentenamt im Electoral College erhielt.

### Privates
Faith Spotted Eagle ist Mitglied des Yankton-Sioux-Stammes. Sie lebt in ihrer Geburtsstadt Lake Andes und ist Mutter zweier Kinder. Sie spricht fließend Dakota.